# Ouragan Irene (1999)
L’ouragan Irene est le neuvième système tropical ayant atteint le niveau de tempête tropicale et le sixième celui d'ouragan pendant la saison cyclonique 1999 dans l'océan Atlantique nord. Il s'est développé sur la partie ouest de la mer des Caraïbes le 13 octobre à partir d'une onde tropicale, s'est ensuite dirigé vers le nord pour toucher le nord-ouest de Cuba en tant que tempête tropicale, et y donner des pluies diluviennes, avant de tourner vers le sud de la Floride où il a causé d’importants dégâts ayant la force d'un ouragan de catégorie 1 de l'échelle de Saffir-Simpson. Une fois sur le Gulf Stream il est passé à la catégorie 2 puis s'est dirigé vers le nord-est en faiblissant.
Irene a causé des dommages estimés à 800 millions $US (1999), trois morts directs et 15 indirects (dont 8 en Floride).

## Évolution météorologique

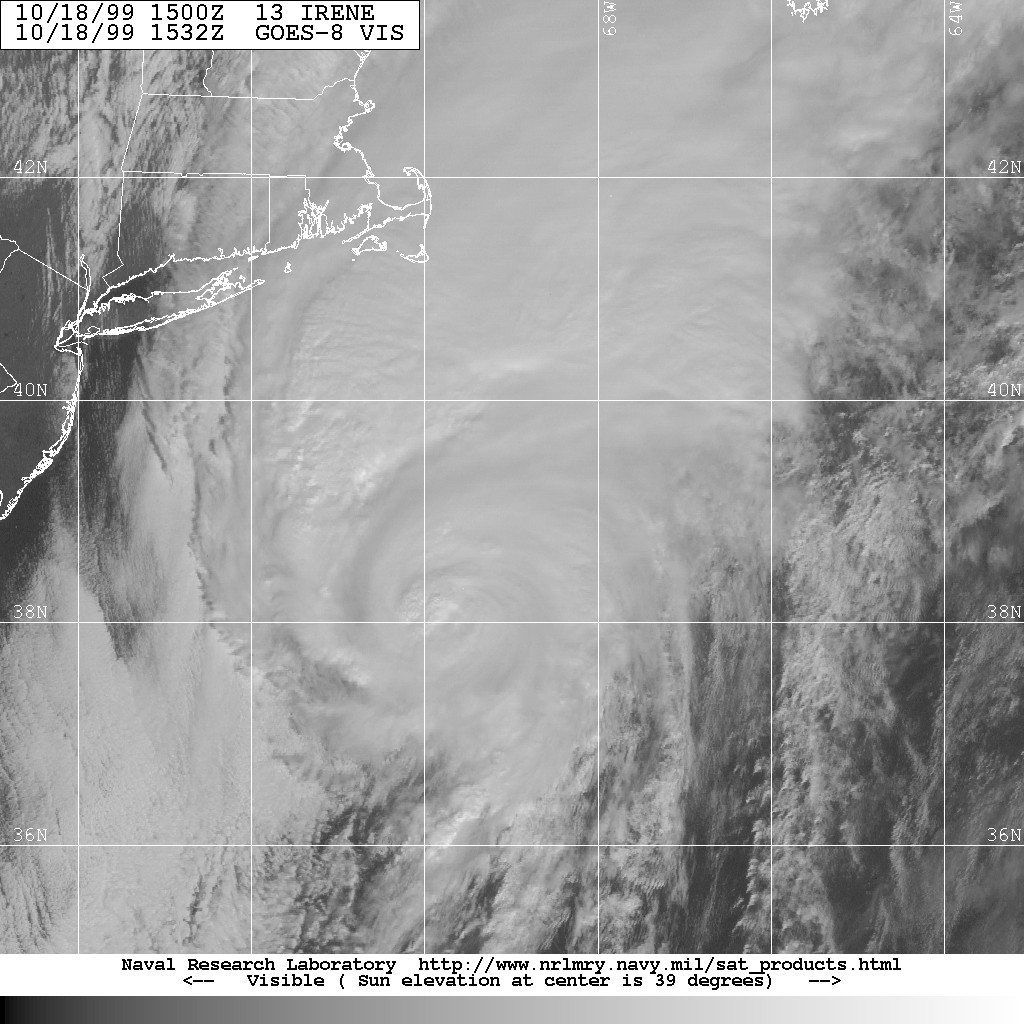
Irene à son maximum d'intensité au sud-est de New York

Une vaste creux barométrique s'est formé sur l'ouest de la mer des Caraïbes le 8 octobre et a persisté jusqu'à 11 quand une onde tropicale est venue s'y superposer pour organiser les orages jusque-là épars et commencer la cyclogénèse tropicale. Le 12 octobre, un centre dépressionnaire était visible et il devint une dépression tropicale le 13 octobre, numérotée Treize, au large de la côte du Honduras. Avec la température élevée de la mer et le faible cisaillement des vents en altitude, la dépression est rapidement devenue la tempête tropicale Irene.
Elle a continué à se renforcer en se dirigeant vers le nord et tôt le 14 octobre, ses vents soutenus étaient de 115 km/h. Dans les bulletins du National Hurricane Center, Irene a été déclaré un ouragan dès ce jour-là mais une réanalyse postérieure a montré que le système n'a atteint ce niveau que plus tard. Ainsi, c'est une forte tempête tropicale qui a traversé la portion ouest de l’île de la Jeunesse, puis le nord-ouest de Cuba près de Batabano.
Traversant le détroit de Floride, Irene est finalement devenu un ouragan de catégorie 1 le 15 octobre. Il a d'abord frappé Key West, puis traversé le sud de la Floride à partir de Cap Sable avec des vents rapportés de 130 km/h. Après avoir quitté l'État près de Jupiter, Irene s'est retrouvé sur le Gulf Stream de l'Atlantique tôt le 16 octobre et l'a suivi vers le nord. Malgré une certaine disparition des bandes orageuses, le système est demeuré un ouragan et a par la suite recommencé à s'intensifier en tournant vers le nord-est sous le flux d'un creux barométrique en altitude.
Irene est passé au large des côtes de la Caroline du Sud et de la Caroline du Nord le 17 octobre et est devenu un ouragan de catégorie 2 le 18 octobre, ses vents atteignant 175 km/h et sa pression centrale 952 hPa. Malgré cela, ses bandes orageuses étaient asymétriques et pas particulièrement bien organisées, ce qui fait qu’Irene s'est rapidement mis à faiblir en se dirigeant vers le nord-est où il a rencontré des eaux beaucoup plus froides. Le 19 octobre, il est devenu un cyclone extratropical au sud de Terre-Neuve puis a été absorbé dans la circulation atmosphérique générale.

## Préparatifs

### Cuba
À Cuba, le gouvernement de Cuba a émis une veille d’ouragan pour les provinces de Pinar del Río et de La Havane, la ville de La Havane et pour île de la Jeunesse 21 heures avant l’arrivée d’Irene. La veille fut rehaussée à une alerte qui fut étendue à la province de Matanzas, 15 heures avant Irène.
Plus de 228 000 résidents ont été évacués avant l’arrivée de la tempête, dont 6000 touristes. Environ 10 % ont été vers des abris temporaires et les autres vers des amis ou de la famille. Les travailleurs des champs de tabac ont protégé les feuilles en les mettant dans des entrepôts fermés et déplacé le cheptel vers des terrains plus élevés. Les cours dans les écoles des zones menacées ont été annulés, comme le furent les vols aériens.

### Floride
La prévision initiale faisait passer Irene parallèlement à la côte ouest de la Floride et faiblissant au niveau de tempête tropicale avant de toucher la côte centre-ouest de l’État. Quand la trajectoire prévue s’est incurvée vers l’est, les autorités des comtés de Monroe, Charlotte, Lee, et Manatee ont ordonné l’évacuation des parcs de maisons mobiles et des campings. De plus, Key West a été mis sous couvre-feu en attente de l’ouragan.
Le National Hurricane Center a émis un avertissement d’ouragan pour les côtes de la Floride de Florida City à Boca Grande, incluant les Keys de Floride et Dry Tortugas. Un avertissement de tempête tropicale complétait le message pour les régions au nord de Florida City jusqu’à Savannah (Georgie). Les vols vers et en partance de Miami ont été annulés et le gouverneur Jeb Bush a déclaré l’état d’urgence 24 heures avant l’arrivée d’Irène, mettant sur un pied d’alerte les troupes de la garde nationale.

### Carolines
En longeant la côte des Carolines après sa sortie de Floride, Irene pouvait frapper la Caroline du Sud et le NHC a émis un avertissement d’ouragan de Edisto Beach (Caroline du Sud) au Cap Hatteras (Caroline du Nord) qui a été suivi par une évacuation volontaire des côtes, suivie par plusieurs qui avaient déjà été durement touchés par l’ouragan Floyd quelques semaines plus tôt. Jim Hunt, le gouverneur de la Caroline du Nord a également déclaré l’état d’urgence. Cependant, la trajectoire s’est incurvée vers le nord-est et le tout a été annulé.

## Impact
| Pays             | Directs | Indirects | Total |
| ---------------- | ------- | --------- | ----- |
| Bahamas          | 1       | 4         | 5     |
| Cuba             | 2       | 2         | 4     |
| États-Unis       |         |           |       |
| Floride          | 0       | 8         | 8     |
| Caroline du Nord | 0       | 1         | 1     |
| Totaux           | 3       | 15        | 18    |

Irene a fait 18 morts (dont 15 indirectement) et causé 800 millions $US (1999) de dommages, la plupart à cause des pluies diluviennes.

### Bahamas
L'ourgan Irene a touché le nord-ouest des Bahamas y causant des inondations et quelques tornades. Une des tornades a endommagé Marsh Harbour et tué un résident des îles Abacos. Quatre autres décès ont été causés indirectement quand un camion a glissé sur un quai mouillé durant la pluie diluvienne.

### Cuba
En passant sur Cuba, l'ouragan a laissé des quantités de pluie impressionnantes : La Havane a reçu 122 mm, plusieurs endroits ont reçu plus de 170 mm et 303 mm ont été enregistrés à Playa Girón dans la province de Matanzas. Mais le maximum a été de 905 mm à Manaca-Iznaga. D'autre part les vents ont également été forts avec des rafales à 126 km/h dans la capitale.
Les inondations ont endommagé 1 900 km2 de cannes à sucre, 158 km2 de bananeraies et de nombreux champs de tabac. 27 336 maisons ont été endommagées, dont 730 sont des pertes totales, et treize hôpitaux. 154 secteurs de La Havane ont subi une panne électrique. Finalement quatre personnes sont mortes, dont deux par électrocution dans la capitale,.

### États-Unis

#### Floride

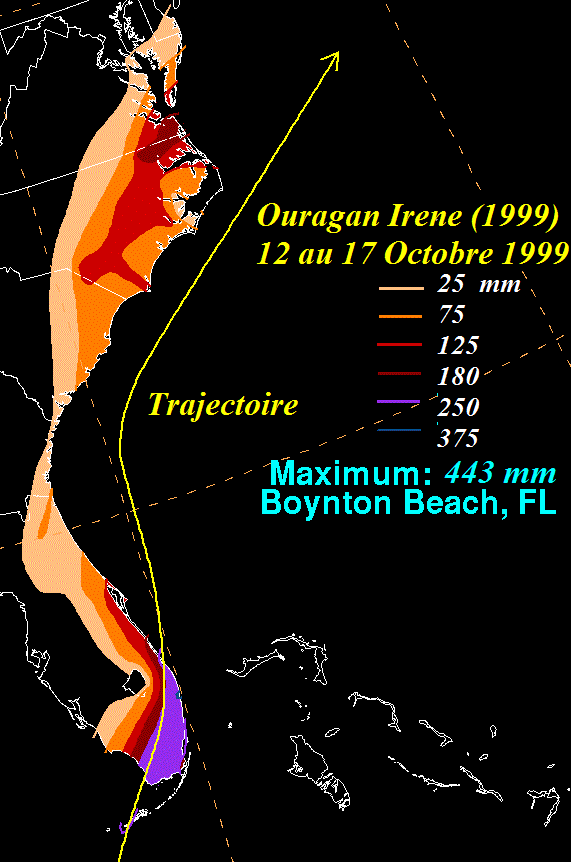
Accumulation de pluie le long de la côte est des États-Unis

En traversant le Keys, Irene était accompagné d’une onde de tempête donnant une surcote de 0,7 m à Key Vaca et de 0,5 m à Key West. Les vents maximums soutenus étaient de 127 km/h et des rafales allant jusqu’à 164 km/h ont été enregistrés à Big Pine Key ce qui a provoqué des pannes électriques et des dommages mineurs. Il est tombé également jusqu’à 305 mm à Key West ce qui a inondé les routes et 80 km de la route numéro 1 a été fermé par les autorités. Une tornade a été recensée à Islamorada, causant des dommages importants à trois maisons,.
Même si Irene est passé sur la Floride elle-même au niveau d’un ouragan de catégorie 1, le vent maximal soutenu n’a été que de 97 km/h à Miami Beach et la rafale maximale de 114 km/h à Vero Beach. Cependant, une rafale de 150 km/h a été signalée à Belle Glade près du lac Okeechobee associé selon toute vraisemblance à une rafale descendante sous un orage et non à l’échelle du système tropical lui-même. Les pluies torrentielles ont couvert le sud de l’État, le maximum étant de 443 mm à Boynton Beach et la région du comté de Miami-Dade a reçu entre 255 et 380 mm. Une tornade de force F1 et trois F0 ont touché terre dans le comté de Broward et celui de Palm Beach, blessant trois personnes.

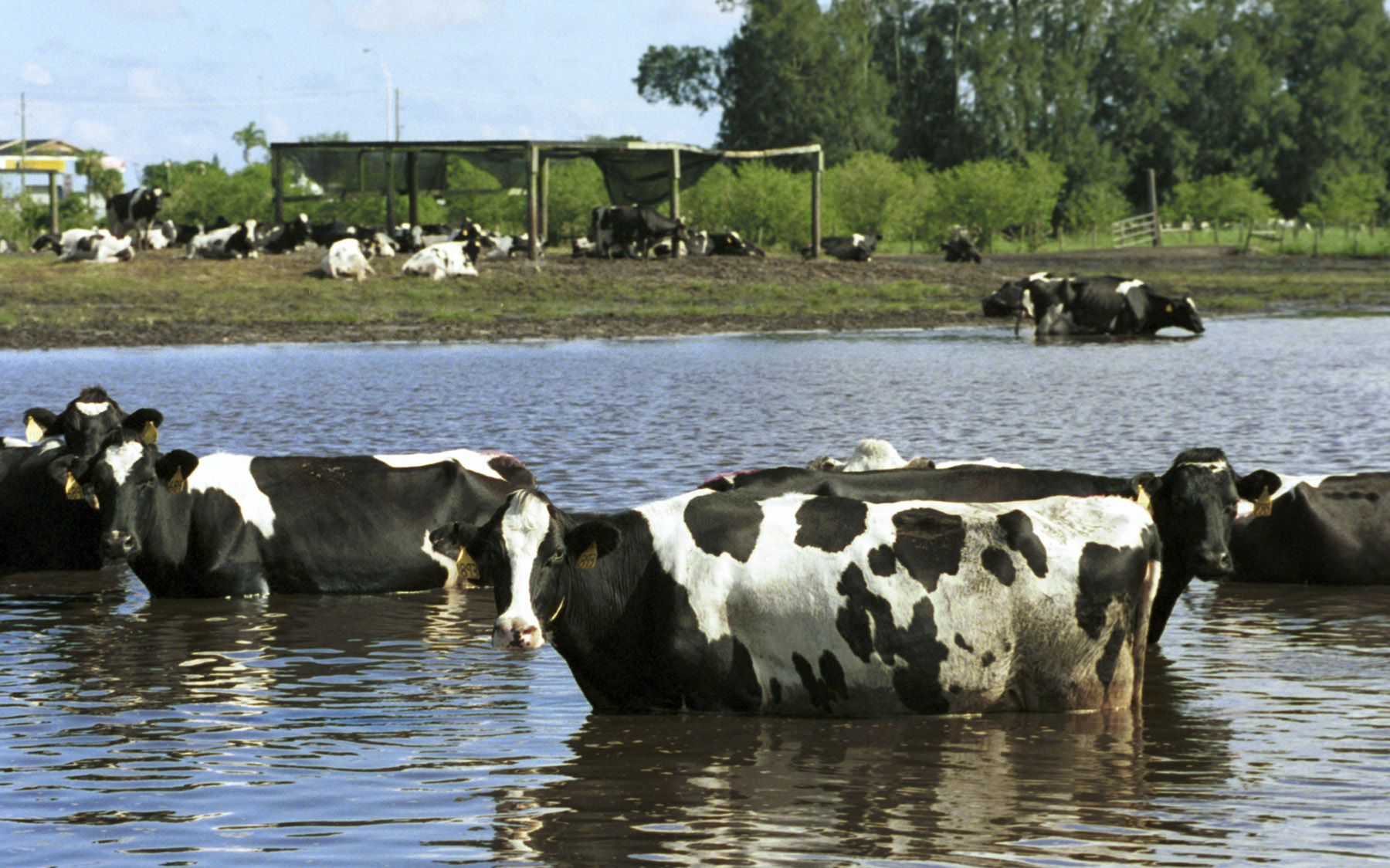
Bétail pataugeant dans les prés inondés

Les vents violents ont causé des pannes électriques, privant 700 000 personnes de courant de Miami à West Palm Beach, dont brièvement le National Hurricane Center qui a dû repartir ses ordinateurs et pendant une heure et demie s’est connecté aux États du Midwest et à la région de Washington, D.C. pour recevoir les données météorologiques. La compagnie Florida Power & Light Company n’a pas commencé les réparations au réseau électrique avant que les vents faiblissent et que l’eau inondant certaines lignes souterraines ne soit évacuée. Cinq personnes, incluant trois d’une même famille, ont péri électrocutés en traversant des secteurs inondés où des lignes électriques étaient tombées.
L’inondation des routes a  laissé de nombreuses automobiles en rade, trois personnes se sont même noyées quand leurs véhicules sont tombés dans le canal en bordure de la route,. Ces inondations ont persisté près d’une semaine par endroits, isolant plusieurs communautés et forçant l’évacuation de plusieurs.
Les dommages à la propriété dans le sud de la Floride ont été estimés à 262 millions $US (1999). Le secteur agricole du sud-est de l’État a subi des pertes de à 338 millions $US (1999). Entre autres, un agriculteur a vu 30 bêtes mourir mais a pu sauver les 1 700 autres en les amenant dans une zone où ils étaient au-dessus du niveau des inondations. Selon les relevés préliminaires, entre 5 % et 15 % des arbres fruitiers ont été détruits. Les inondations ont retardé l’ensemencement du maïs d’hiver et des poivrons, elles ont aussi endommagé les plants de tomates ce qui a forcé les agriculteurs du comté de Miami-Dade a replanter plus tard.
L’ouragan a aussi fait des ravages aux plantations de cannes à sucre, de légumes et d’agrumes, d’ailleurs un chancre citrique a affecté la région par la suite. Le département de l’agriculture des États-Unis a déclaré les comtés de Broward, Collie, Miami-Dade et Monroe zone sinistrée ce qui a permis aux fermiers d’obtenir des prêts à faible taux d’intérêt pour les réparations.

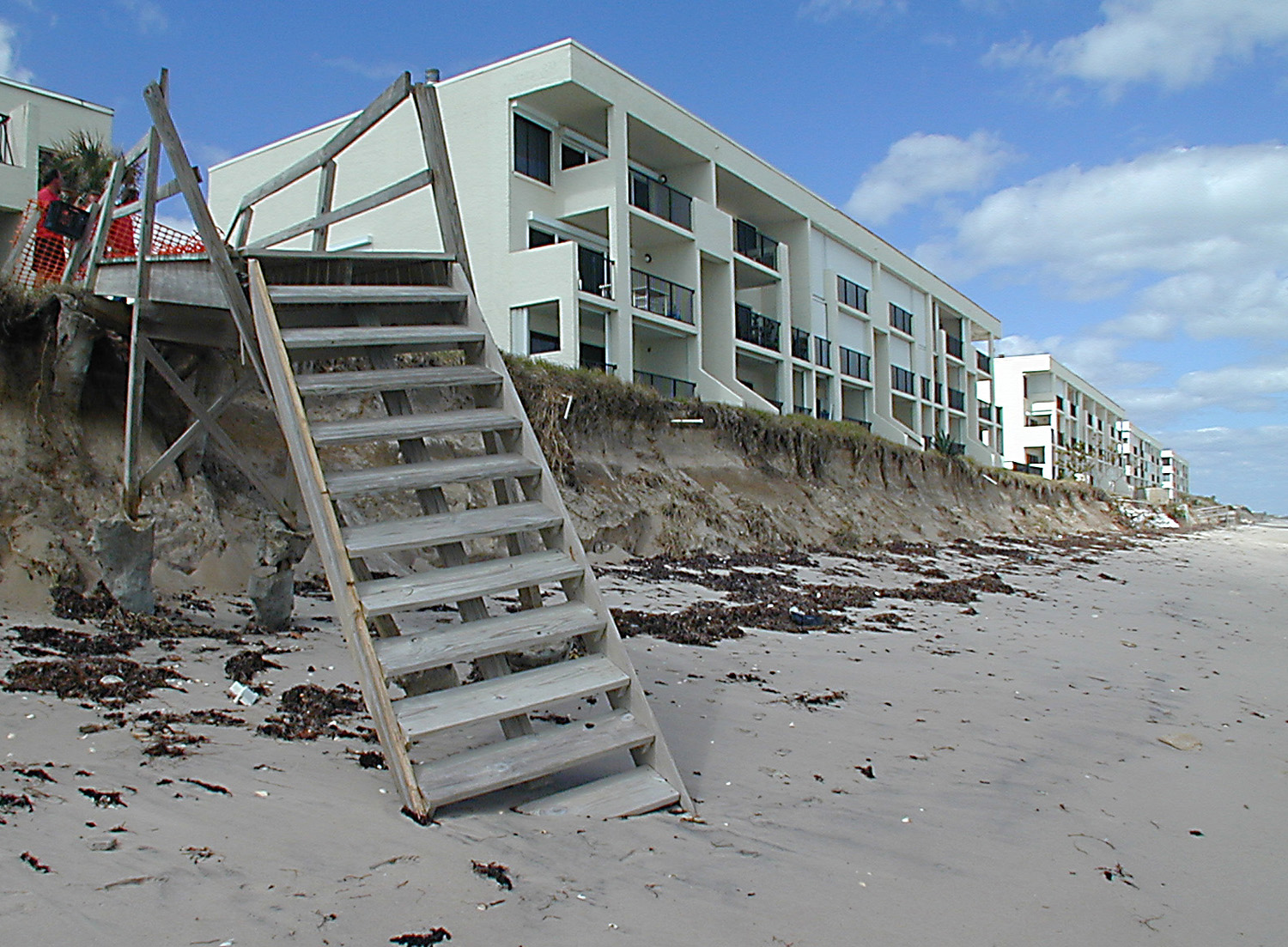
Érosion des plages à la suite d‘Irène

Les ouragans Dennis et Floyd avaient déjà causé une certaine érosion des plages plus tôt en saison. Irène a lui produit une érosion importante estimée à 21 millions $US (1999) sur la face est de l’État, exposant les solages de maisons et rendant certaines inhabitables,. Plusieurs accès aux plages ont été fermés jusqu’à ce que les escaliers y menant soient refaits et que du sable soit pompé sur la rive. Les vents violents du nord et les vagues ont aussi détruit ou endommagé une partie des docks de la lagune de l'Indian River.
Des accumulations de pluie de 127 à 230 mm ont inondé 260 maisons dans les comtés de Martin et St. Lucie. Les vents, en rafales de 97 à 113 km/h, ont gravement endommagé 34 maisons et 114 légèrement dans les mêmes comtés et celui de Brevard. 465 maisons mobiles, dont 15 gravement et une perte totale, 555 commerces et environ 1000 arbres ont subi les foudres de la tempête. Une barge a brisé ses amarres dans les vents et les vagues sous le pont de la route d’état numéro 528.
Dans le comté de Flagler, l’ouragan a endommagé gravement 4 maisons, légèrement 167 autres et 18 commerces. Les dommages dans le nord-est de la Floride se sont montés à 51 millions $US (1999).

#### Carolines et Virginie
L’ouragan Irene a donné de 125 à 150 mm de pluie sur la côte de la Caroline du Sud et causé l’inondation de plusieurs routes, certaines de l’ouest du comté de Georgetown furent complètement lessivées. Les vents maximum enregistrés ont été de 77 km/h à Charleston et ont causé des bris aux arbres ainsi que des pannes électriques. Les vagues ont fait quelques dommages aux plages.
Remontant parallèlement à la côte, la tempête a aussi laissé beaucoup de pluie en Caroline du Nord avec un maximum de 280 mm à Ernul et plus de 150 mm en plusieurs autres endroits. De nombreux cours d’eau ont débordé, dont certains étaient toujours gonflés à la suite du passage de l’ouragan Floyd, comme les fleuves Tar, Cape Fear et Neuse. Des inondations ont aussi frappé le centre-sud du comté de Hoke. De nombreux accidents de la route sont attribuables aux routes couvertes d’eau et un homme est décédé à la suite d’une collision due à l’aquaplanage. Cependant les dommages associés à la pluie ont été mineurs.
Deux tornades ont touché l’État, l’une de force F0 Jacksonville dans le comté d'Onslow et un F2 à Weeksville, cette dernière détruisant deux maisons mobiles, endommageant plusieurs autres résidences et blessant une personne.
En Virginie, les fortes pluies sur le sud-est de l’État ont laissé jusqu’à 3 005 mm d’accumulation à Chesapeake. Les rues ont été inondées dans le secteur, parfois sous 1,2 m d’eau.

### Canada
L’ouragan Irene est entré dans la zone de prévision du Centre canadien de prévision des ouragans (CCPO) le 18 octobre vers midi et a traversé les secteurs maritimes à environ 385 km au sud de la Nouvelle-Écosse. Redevenue une tempête tropicale en soirée, elle est passée juste au sud-est du Cap Race, Terre-Neuve. La vitesse maximale signalée des vents a été de 98 km/h avec des rafales à 117 km/h sur la côte est de Terre-Neuve. De 40 à 70 mm de pluie sont tombés sur la côte sud de la Nouvelle-Écosse et sur l’est de Terre-Neuve. La hauteur maximale des vagues a été de 14,8 m.

## Secours
Aux Bahamas, des volontaires locaux ont participé au nettoyage après l’ouragan et la force de défense des Bahamas s’est occupé de la logistique de l’aide aux sinistrés.
Le Croix-Rouge internationale a lancé un appel aux dons pour aider Cuba qui a levé 217 498 $US (1999) pour des trousses d’hygiène, des tablettes de purification de l’eau, des contenants pour l’eau potable et divers articles de literie pour les 12 000 personnes vivant dans des refuges. Divers articles pour la reconstruction et pour les entrepôts de la Croix-Rouge cubaine ont aussi été demandés. 4 500 ont participé à l’aide directe aux blessés, à la distribution des repas et à la mise sur pied d'une banque de sang.
En Floride, dix-huit comtés ont été déclarés zone sinistrée par le président Bill Clinton. Cela a permis de dégager rapidement des fonds fédéraux aux commerces et personnes sinistrés pour le paiement d’un logement temporaire, la réparation temporaire des dégâts aux habitations et les dépenses de première nécessité. Une autre annonce du président a permis d’envoyer des renforts pour dégager les débris et aider aux services d’urgence. Soixante six comtés en Caroline du Nord qui étaient déjà en zone sinistrée à la suite du passage de l’ouragan Floyd ont reçu des fonds supplémentaires pour Irene.

### Source
- (en) Cet article est partiellement ou en totalité issu de l’article de Wikipédia en anglais intitulé « Hurricane Irene (1999) » (voir la liste des auteurs).